# Consonne fricative palato-alvéolaire voisée
Cette page contient des caractères spéciaux ou non latins. S’ils s’affichent mal (▯, ?, etc.), consultez la page d’aide Unicode.
La consonne fricative palato-alvéolaire voisée est un son consonantique assez fréquent dans les langues parlées. Son symbole dans l’alphabet phonétique international est [ʒ].

## Caractéristiques
Voici les caractéristiques de la consonne fricative palato-alvéolaire voisée :
- Son mode d'articulation est fricatif, ce qui signifie qu’elle est produite en contractant l’air à travers une voie étroite au point d’articulation, causant de la turbulence.
- Son point d'articulation est palato-alvéolaire, ce qui signifie qu'elle est articulée au niveau de la jonction entre les alvéoles de la mâchoire supérieure et le palais dur, avec une langue convexe et renflée en forme de dôme.
- Sa phonation est voisée, ce qui signifie que les cordes vocales vibrent lors de l’articulation.
- C'est une consonne orale, ce qui signifie que l'air ne s’échappe que par la bouche.
- C'est une consonne centrale, ce qui signifie qu’elle est produite en laissant l'air passer au-dessus du milieu de la langue, plutôt que par les côtés.
- Son mécanisme de courant d'air est égressif pulmonaire, ce qui signifie qu'elle est articulée en poussant l'air par les poumons et à travers le chenal vocatoire, plutôt que par la glotte ou la bouche.

## Symbole API
Le symbole de cette consonne dans l’alphabet phonétique international est [ʒ], c'est-à-dire la lettre supplémentaire de l'alphabet latin nommée ej (ou ezh dans sa graphie anglaise) sous sa forme minuscule, tirée du Z minuscule mais avec le bras inférieur arrondi en jambe souscrite tournée vers la gauche.

## En français
En français, le son [ʒ] s'écrit « g », « j » ou « ge ». Il est généralement labialisé ([ʒʷ]).

## Dans les autres langues
Certaines langues ne connaissent pas le son [ʒ], comme l'espagnol, l'allemand, le suédois et le sanskrit.
Ce son existe dans différentes langues, avec la graphie suivante :
- ž en croate, lituanien, serbe, slovaque, slovène, tchèque ;
- ż en polonais ;
- zs en hongrois ;
- sg en gallo-italique de Sicile ;
- ĵ en espéranto ;
- j en azéri, breton, calabrais centro-méridional, catalan, portugais, roumain, turc ;
- y et ll en espagnol rioplatense ;
- x en ligurien ;
- ж en biélorusse, bulgare, macédonien, russe, serbe, et ukrainien ;
- ժ en arménien ;
- ჟ en géorgien ;
- ج en arabe levantin ;
- ژ en persan.

L'anglais et l'italien possèdent ces sons, qui les transcrit g et j.